# Quaglio
Quaglio var en tysk konstnärssläkt av italienskt ursprung, från trakten av Comosjön. 
De flesta av dess medlemmar var teatermålare, några arkitekter. Lorenzo Quaglio (1730–1804) byggde teatrar i Mannheim och Frankfurt samt rådhus i Lauingen. Hans två söner och styvson var teatermålare. Den sistnämndes son, Angelo Quaglio (1778–1815) var landskapsmålare och utförde dessutom teckningar till Boisserées verk över Kölnerdomen samt dylika över Peterskyrkan i Rom. Dennes bror Domenico Quaglio den yngre var den mest betydande konstnären i släkten. Hans brorson, Angelo Quaglio (1829–1890) var arkitektur- och teatermålare; dennes bror Franz (1844–1920) var genremålare (ämnen ur konstberidares och lindansares värld).